# Micromus variegatus
Micromus variegatus là một loài côn trùng trong họ Hemerobiidae thuộc bộ Neuroptera. Loài này được Fabricius miêu tả năm 1793.

## Hình ảnh

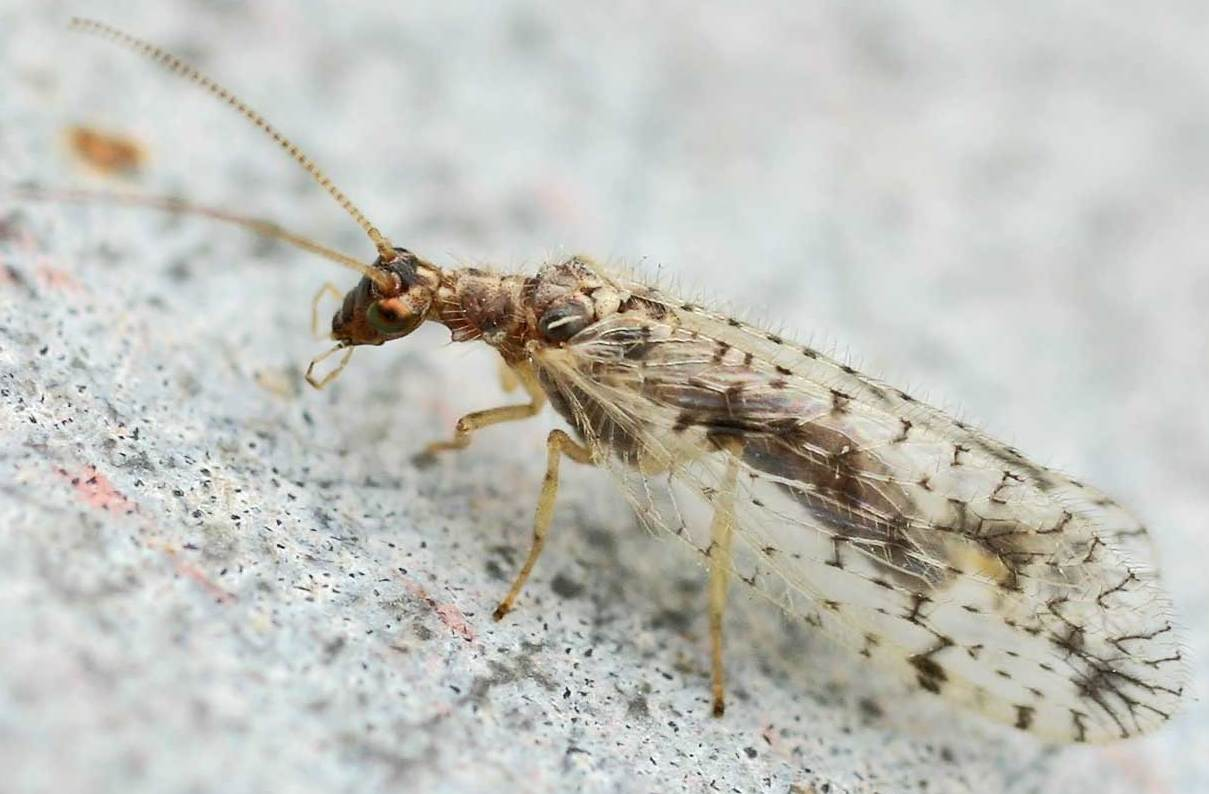
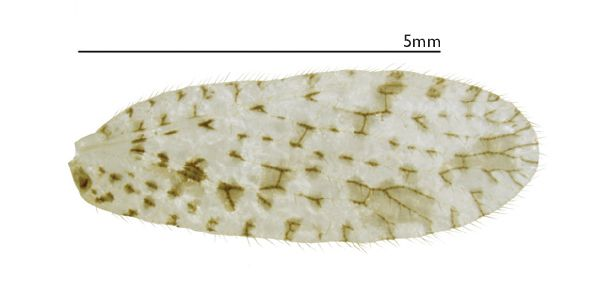
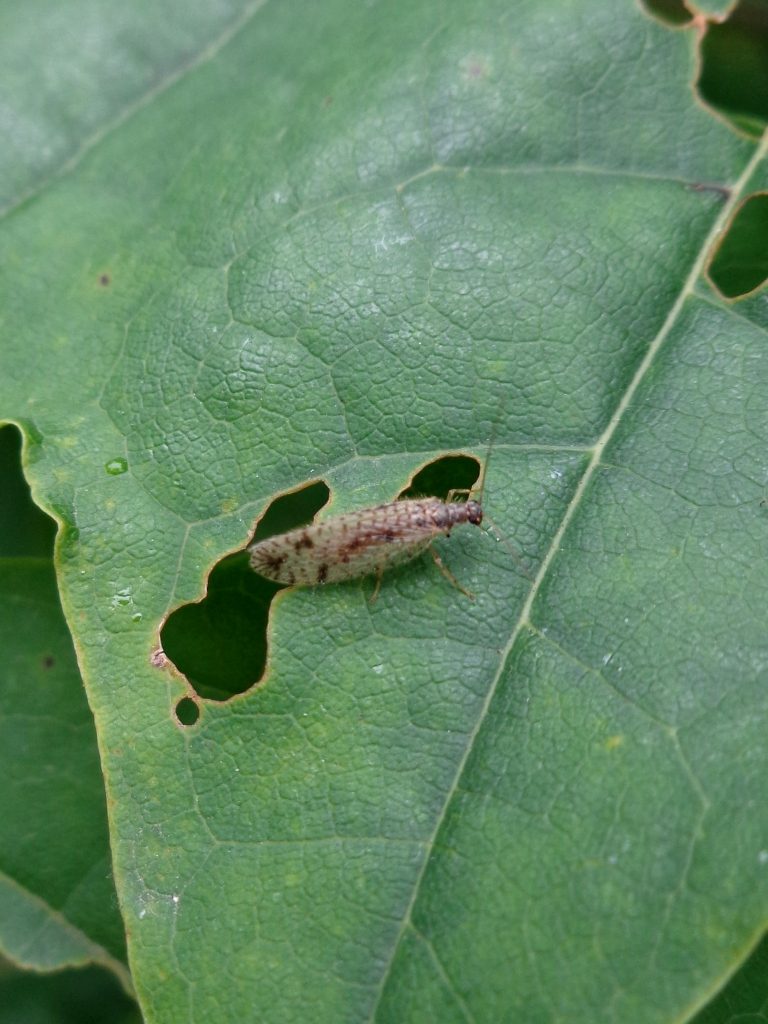